# Bitwa pod San Jacinto
Bitwa pod San Jacinto – starcie zbrojne, do którego doszło 21 kwietnia 1836 roku w okolicy dzisiejszych miast La Porte i Deer Park w Harris County w Teksasie, w trakcie rewolucji teksańskiej. Prowadzona przez generała Sama Houstona armia teksańska starła się i pokonała meksykańską armię pod dowództwem generała Antonia Lópeza de Santa Anny. Setki meksykańskich żołnierzy zostało zabitych albo schwytanych do niewoli. Straty w armii teksańskiej były minimalne, tylko 9 zabitych i 26 rannych. Ranny w nogę został Sam Houston.
Antonio López de Santa Anna, prezydent Meksyku, został schwytany. Wkrótce podpisał traktat pokojowy, zgodnie z którym Meksyk zrzekł się praw do Teksasu i uznał niepodległość Republiki Teksańskiej. Sam Houston stał się narodowym bohaterem i pierwszy wprowadził słynny okrzyk „Remember the Alamo!” (Pamiętajcie o  Alamo!) który stał się legendą i został trwale uwieczniony w amerykańskiej historii. Druga część okrzyku brzmiała „Remember Goliad!” (inne źródła podają „Remember La Bahia!”), w tym przypadku chodziło o przypomnienie dokonanego z rozkazu Santa Anny zabójstwa 342 jeńców. Miało to miejsce w Goliad (używana była też nazwa La Bahía).